# Diphtherocome vivida
Diphtherocome vivida là một loài bướm đêm trong họ Noctuidae.